# Edvard Herman Rodhe

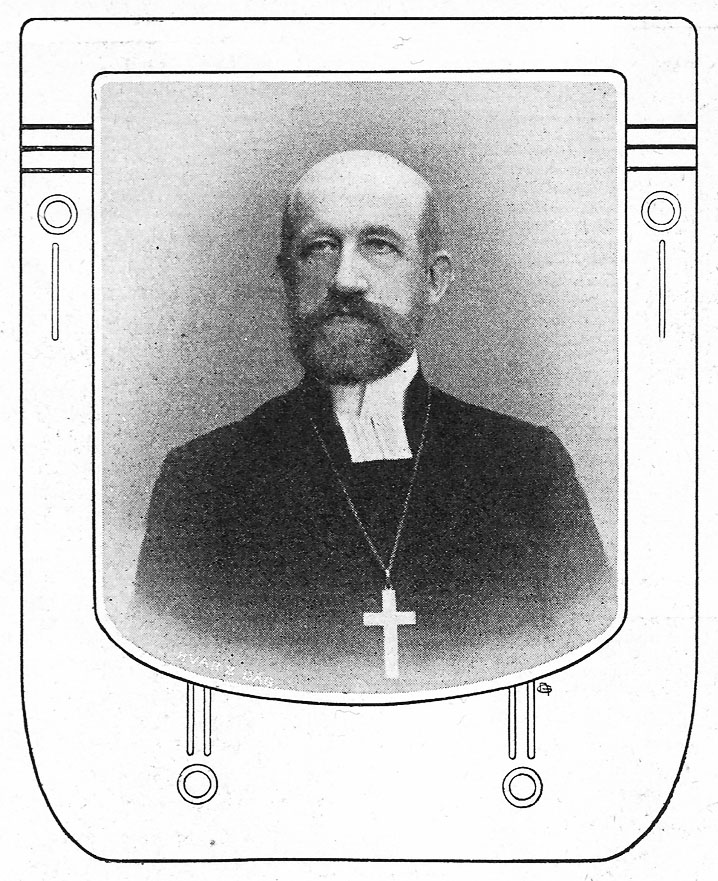
Rodhe im Jahr 1905

Edvard Herman Rodhe (* 26. Oktober 1845 in Everöd (heute Teil der Gemeinde Kristianstad); † 14. September 1932 in Göteborg) war ein schwedischer lutherischer Geistlicher und Politiker. Von 1888 bis 1929 amtierte er als Bischof im Bistum Göteborg.

## Leben
Rodhe wuchs in einem Pfarrhaus auf und war Pfarrerssohn in vierter Generation. Er immatrikulierte sich schon 1861 an der Universität Lund. Dort legte er 1870 das philosophische Kandidatenexamen ab und wurde 1871 zum Dr. phil. promoviert. Er arbeitete zeitweise als Amanuensis an der Universitätsbibliothek und beendete sein Studium mit dem theologischen Kandidatenexamen im Jahr 1877. Nach der Ordination im selben Jahr arbeitete er zuerst als Adjunkt, später als Pastor an der Domgemeinde in Lund. 1881 trat er die Stelle des Hauptpastors (kyrkoherde) in Karlshamn an, wo er bald auch als Propst amtierte. 1885 wurde er Hauptpastor in Norrköping; nebenamtlich 1886 auch außerordentlicher Hofprediger.
1888 wurde er zum Bischof des Bistums Göteborg bestimmt und trat 1890 sein Amt an. Er engagierte sich besonders für die Weiterbildung der Pfarrer, aber auch für die Förderung der Diakonie. Die Gründung des Göteborger Diakonissenhauses (heute Bräcke diakoni) im Jahr 1923 geht auf seinen Einsatz zurück. Theologisch war er von der hochkirchlichen Richtung der Lunder Fakultät geprägt, hatte aber auch Sympathien für die auf Henric Schartau zurückgehende Erweckungsbewegung, die vor allem im nördlichen Teil seines Bistums ihre Hochburgen hatte. Zum 1. Mai 1929 gab er sein Amt aus Altersgründen auf.
Rodhe, der schon 1878 in den Stadtrat (stadsfullmäktige) von Lund gewählt worden war, war 1892/93 Abgeordneter der Zweiten Kammer und von 1894 bis 1901 Abgeordneter der Ersten Kammer des Schwedischen Reichstags.

## Familie
Rodhe war seit dem 20. Juni 1873 mit Elisabeth Charlotta Bruhn (1852–1923) verheiratet. Zu seinen Kindern gehören der Bischof Edvard Magnus Rodhe (1878–1954) und der Diplomat und Landshövding Allan Rodhe (1882–1964).

## Ehrungen
Rodhe wurde 1889 als Mitglied und 1899 als Ehrenmitglied in die Kungliga Vetenskaps- och Vitterhetssamhället i Göteborg aufgenommen. Zum Jubelfest 1893 wurde er von der Universität Uppsala mit der theologischen Ehrendoktorwürde ausgezeichnet. Im Göteborger Ortsteil Bräcke ist ein Weg nach ihm benannt. 